# Cagayancillo
Cagayancillo (Bayan ng Cagayancillo) är en kommun i Filippinerna. Kommunen tillhör provinsen Palawan och ligger på ön med samma namn. Folkmängden uppgår till 6 348 invånare.
Cagayancillo är indelat i 12 barangayer.